# Marianne (journal, 1932-1940)
Pour les articles homonymes, voir Marianne (homonymie).
Marianne est un journal hebdomadaire politique et littéraire orienté à gauche qui fut publié à Paris entre 1932 et 1940.

## Histoire
Le journal, lancé le 26 octobre 1932 au prix de 75 centimes pour 16 pages illustrées en noir et blanc, par les Publications ZED, filiale de presse fondée par Gaston Gallimard, est sous titré au départ Grand hebdomadaire littéraire illustré (qu'il conserve jusqu'en décembre 1938). L'adresse est au siège des éditions Gallimard.
Il est placé sous la direction d'Emmanuel Berl jusqu'à son départ en 1937. Emmanuel Berl, qui a formé son équipe d'assistantes, supervise personnellement le journal, des pages « Mode » aux côtés de Marcelle Auclair aux pages « Beauté ». Pierre Bost en est le rédacteur en chef et André Malraux participe à la conception de la maquette. Dès 1933, les photomontages politiques signés par Marinus sont la marque de fabrique du journal, qui en publiera plus de 250, images concentrées sur la première page. Ils mettent en scène Adolf Hitler, Joseph Staline, Winston Churchill et les dirigeants politiques de l'époque, dans les postures les plus cocasses, inspirées des peintures des maitres anciens.
Antoine de Saint-Exupéry, Georges Auric, Julien Benda, Ramon Fernandez, Pierre Mac Orlan, Jean Rostand, Henri Troyat, Herbert George Wells, Marlène Dietrich, Marie Bonaparte, Suzanne Chantal, Marcel Aymé, Geneviève TabouisÉdith Vaucamps, parmi d'autres, contribuent à l'hebdomadaire.
Marianne jouit d'une grande influence dans les milieux intellectuels de gauche, mais son succès limité (tirage de 60 000 exemplaires en 1936) conduit Gallimard à le vendre en février 1937 à la société de formation L'Hebdomadaire, dirigée par le patron de presse Raymond Patenôtre. Par ailleurs, le 8 novembre 1935, est lancé l'hebdomadaire Vendredi, ancré également à gauche, et auquel vont collaborer des plumes venues de Marianne.
Le journal entre alors dans une période de dépolitisation (ou plutôt d'un recentrage), via son racheteur : Berl démissionne, et Patenôtre embauche André Cornu, futur beau-père de Gaston Gallimard, et Lucien Vogel (qui reste jusqu'en juin 1937), à la rédaction en chef. On trouve également Léon Werth parmi les nouvelles plumes.
Patenôtre lance un supplément vendu à part en mars 1939, Marianne magazine, qui devient après juillet 1939, France magazine, pour lesquels Marinus produit également des images. Les ventes du titre se redresse à 100 000 exemplaires, ce qui est jugé insuffisant. Du 4 janvier 1939 et jusqu'au 31 janvier 1940, le sous-titre du journal est Grand hebdomadaire politique et littéraire illustré, pour devenir ensuite L'hebdomadaire de l'élite intellectuelle française et étrangère, et enfin, passé le 12 juin, après une interruption et une reprise le 12 juillet, L'hebdomadaire de l'idéal et de l'intérêt français. La publication du titre et des suppléments cessent officiellement à Lyon le 28 août 1940, avec le no 416, contenant 212 lignes censurées en une, les photomontages de Marinus s'étaient fait plus rares, remplacés par des caricatures dessinées. Le régime de Vichy interdit définitivement le titre le 4 septembre 1940.
En 1997, Jean-François Kahn lance la publication d'un format magazine hebdomadaire du même nom.